# Tomasz Grodzki

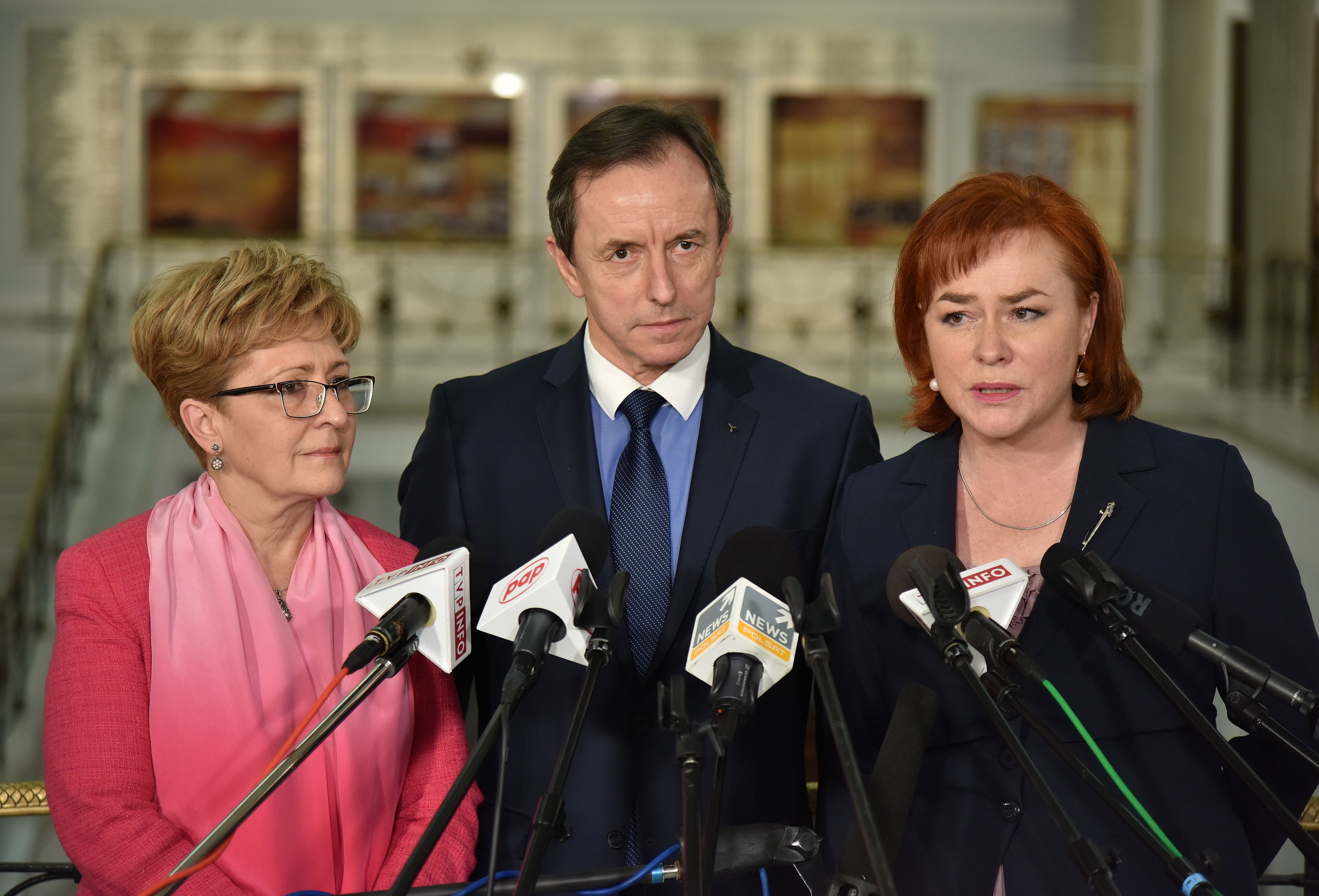
Tomasz Grodzki z Elżbietą Radziszewską i Lidią Gądek w Sejmie (2016)

Tomasz Paweł Grodzki (ur. 13 maja 1958 w Szczecinie) – polski lekarz, chirurg i polityk, profesor nauk medycznych, senator IX, X i XI kadencji, w latach 2019–2023 marszałek Senatu X kadencji.

## Życiorys

### Wykształcenie i działalność naukowa
Absolwent II Liceum Ogólnokształcącego w Szczecinie (1977) oraz Pomorskiej Akademii Medycznej w Szczecinie (1983). Na tej samej uczelni uzyskiwał stopnie naukowe doktora w 1991 (na podstawie pracy pt. Ocena wpływu całkowitego wycięcia opłucnej ściennej na czynność wentylacyjną z powodu nawrotowej odmy samoistnej, której promotorem był Andrzej Sedlaczek) i doktora habilitowanego w 2003 (w oparciu o rozprawę zatytułowaną Ocena wybranych parametrów czynności układu oddechowego po operacji wycięcia płata w porównaniu do wycięcia segmentu płucnego z zastosowaniem badań radioizotopowych). W 2010 otrzymał tytuł profesora nauk medycznych.
Jako nauczyciel akademicki związany z Wydziałem Lekarskim Pomorskiej Akademii Medycznej i następnie Pomorskiego Uniwersytetu Medycznego. W 2007 objął stanowisko profesorskie na tej uczelni. Specjalizację zawodową II stopnia uzyskał w 1991 z chirurgii klatki piersiowej. Zajął się także transplantologią. Jest członkiem różnych krajowych i międzynarodowych organizacji zrzeszających chirurgów, m.in. jako pierwszy Polak został przyjęty do American Association for Thoracic Surgery. Podjął praktykę w Specjalistycznym Szpitalu im. prof. Alfreda Sokołowskiego w Szczecinie, w 1995 został ordynatorem oddziału torakochirurgii, a w 1998 dyrektorem tej placówki (pełnił tę funkcję do 2016). Między 2004 a 2018 wypromował dziewięcioro doktorów.

### Działalność polityczna
W czasie studiów należał do Socjalistycznego Związku Studentów Polskich; jako przedstawiciel rady uczelnianej tej organizacji zasiadał w komisji opiniującej w sprawach zatrudnienia absolwentów Pomorskiej Akademii Medycznej. W wyborach samorządowych w 2006, 2010 i 2014 z listy Platformy Obywatelskiej (do której przystąpił) był wybierany na radnego szczecińskiej rady miejskiej. W 2014 kandydował do Parlamentu Europejskiego – zdobył 26 863 głosy, nie uzyskując mandatu.
W wyborach w 2015 wystartował do Senatu z ramienia Platformy Obywatelskiej w okręgu nr 97. Uzyskał mandat senatora IX kadencji, otrzymując 69 887 głosów.
We wrześniu 2019 Małgorzata Kidawa-Błońska ogłosiła go kandydatem Koalicji Obywatelskiej na ministra zdrowia po ewentualnej wygranej w wyborach parlamentarnych zarządzonych na ten sam rok. W wyborach w tym samym roku uzyskał senacką reelekcję, zdobywając 149 245 głosów.
8 listopada 2019 został ogłoszony kandydatem Koalicji Obywatelskiej, Polskiego Stronnictwa Ludowego i Lewicy na stanowisko marszałka Senatu X kadencji. 12 listopada 2019 większością 51 głosów został wybrany na marszałka Senatu X kadencji.
W 2023 uzyskał reelekcję do Senatu; kandydował z ramienia KO w dotychczasowym okręgu, otrzymując 181 895 głosów. 20 grudnia 2023 objął funkcję przewodniczącego Grupy Senatorów Koalicji Obywatelskiej w Senacie XI kadencji.

## Zarzuty korupcyjne
W marcu 2021 przedstawiciele Prokuratury Regionalnej w Szczecinie wystąpili do Senatu z wnioskiem o uchylenie immunitetu marszałkowi, zamierzając następnie przedstawić mu zarzuty w związku z domniemanym, czterokrotnym przyjęciem korzyści majątkowych w 2006, 2009 i 2012. Oskarżenia o korupcję zaczęły być formułowane wobec Tomasza Grodzkiego jeszcze w 2019, wkrótce po objęciu przez niego funkcji marszałka; wówczas Agnieszka Popiela zamieściła w mediach społecznościowych wpis, w którym stwierdziła, że miał on za przeprowadzenie operacji przyjąć łapówkę w wysokości 500 dolarów. Polityk zaprzeczał tym twierdzeniom i złożył prywatny akt oskarżenia przeciwko autorce wpisu, którą w marcu 2021 szczeciński sąd rejonowy nieprawomocnie uznał za winną zniesławienia, warunkowo umarzając postępowanie i zobowiązując do przeproszenia marszałka. Wyrok ten został uchylony we wrześniu tego samego roku przez sąd okręgowy, a sprawa przekazana do ponownego rozpoznania.
Tomasz Grodzki złożył również prywatne akty oskarżenia o zniesławienie przeciwko Tomaszowi Sakiewiczowi, który nazwał go „zwykłym łapówkarzem”, Samuelowi Pereirze oraz dziennikarzowi Radia Szczecin i „Gazety Polskiej”.
18 maja 2022 Senat nie wyraził zgody na pociągnięcie Tomasza Grodzkiego do odpowiedzialności karnej w sprawie zarzutów sformułowanych przez prokuratorów. W styczniu 2024 poinformowano o skierowaniu w tej sprawie przez prokuratora regionalnego w Szczecinie aktu oskarżenia przeciwko 30 osobom; jednocześnie w komunikacie wskazano, że zdaniem prokuratora inicjatorem procederu (związanego z wpłatami na rzecz Fundacji Pomocy Transplantologii) miał być Tomasz Grodzki (któremu nie uchylono immunitetu i nie przedstawiono zarzutów). Były marszałek ponownie zaprzeczył tym zarzutom, uznając je za oparte na nieprawdziwych ustaleniach i motywowane politycznie. W lutym 2024 prokurator wycofał złożony kilka miesięcy wcześniej drugi wniosek dotyczący uchylenia immunitetu.

## Życie prywatne
Syn Stanisława i Aleksandry. Żonaty z Joanną (okulistką), ma dwie córki.

## Odznaczenia i wyróżnienia
W 2009 został odznaczony Złotym Krzyżem Zasługi, a w 2014 Krzyżem Kawalerskim Orderu Odrodzenia Polski. W 2022 otrzymał Order Księcia Jarosława Mądrego II klasy.
Został również uhonorowany tytułem Ambasadora Szczecina (2003) oraz wyróżniony tytułem „Menedżer Rynku Zdrowia” (2013). Otrzymał tytuł Człowieka Roku „Gazety Wyborczej” (za 2020).

## Wyniki wyborcze
| Wybory | Komitet wyborczy                   | Komitet wyborczy      | Organ                | Okręg             | Wynik            |
| ------ | ---------------------------------- | --------------------- | -------------------- | ----------------- | ---------------- |
| 2006   |                                    | Platforma Obywatelska | Rada Miasta Szczecin | nr 1              | 3448 (12,39%)    |
| 2010   | 1927 (7,84%)                       | Platforma Obywatelska | Rada Miasta Szczecin | nr 1              |                  |
| 2014   | Parlament Europejski VIII kadencji | Platforma Obywatelska | nr 13                | 26 863 (4,61%)    |                  |
| 2014   | Rada Miasta Szczecin               | Platforma Obywatelska | nr 1                 | 2288 (10,15%)     |                  |
| 2015   | Senat IX kadencji                  | Platforma Obywatelska | nr 97                | 69 887 (36,35%)   |                  |
| 2019   |                                    | Koalicja Obywatelska  | nr 97                | Senat X kadencji  | 149 245 (65,57%) |
| 2023   |                                    | Koalicja Obywatelska  | nr 97                | Senat XI kadencji | 181 895 (69,61%) |